# Juno Awards 2014
I Juno Awards 2014 si sono tenuti a Winnipeg il 29 e 30 marzo 2014. La cerimonia si è svolta presso l'MTS Centre.

## Categorie
Lista parziale (sono incluse le categorie più importanti). In grassetto sono indicati i vincitori.

### Artista dell'anno
- Serena Ryder
- Céline Dion
- Drake
- Michael Bublé
- Robin Thicke

### Gruppo dell'anno
- Tegan and Sara
- Arcade Fire
- Blue Rodeo
- Hedley
- Walk off the Earth

### Artista rivelazione dell'anno
- Brett Kissel
- Florence K
- Tim Hicks
- Tyler Shaw
- Wake Owl

### Gruppo rivelazione dell'anno
- A Tribe Called Red
- Autumn Hill
- Born Ruffians
- Courage My Love
- July Talk

### Fan Choice Award
- Justin Bieber
- Arcade Fire
- Avril Lavigne
- Céline Dion
- Drake
- Hedley
- Michael Bublé
- Robin Thicke
- Serena Ryder
- Walk off the Earth

### Cantautore dell'anno
- Serena Ryder
- Arcade Fire
- Henry "Cirkut" Walter
- Ron Sexsmith
- Tegan e Sara Quin

### Produttore dell'anno
- Henry "Cirkut" Walter
- Brian Howes & Jacob Hoggard
- Eric Ratz
- Ryan Guldemond & Ben Kaplan
- Thomas "Tawgs" Salter

### Album dell'anno
- Arcade Fire - Reflektor
- Céline Dion - Loved Me Back to Life
- Drake - Nothing Was the Same
- Michael Bublé - To Be Loved
- Serena Ryder - Harmony

### Album pop dell'anno
- Tegan and Sara - Heartthrob
- Hedley - Wild Life
- Michael Bublé - To Be Loved
- Robin Thicke - Blurred Lines
- Walk off the Earth - R.E.V.O.

### Album rock dell'anno
- Matt Mays - Coyote
- Headstones - Love + Fury
- Matthew Good - Arrows of Desire
- Monster Truck - Furiosity
- Three Days Grace - Transit of Venus

### Singolo dell'anno
- Tegan and Sara - Closer
- Arcade Fire - Reflektor
- Classified feat. David Myles - Inner Ninja
- Michael Bublé - It's a Beautiful Day
- Serena Ryder - What I Wouldn't Do